# Francesca Sloane
Francesca Sloane (...) è una sceneggiatrice e produttrice televisiva statunitense, candidata a due Premi Emmy.

## Biografia
Francesca Sloane è cresciuta tra Philadelphia e El Salvador. Ha conseguito la laurea triennale presso l'Istituto delle arti della California e, successivamente ha frequentato l'Università della California - Los Angeles per conseguire il master's degree. Ha iniziato la sua carriera di sceneggiatrice nel 2017 nella serie StartUp. Successivamente, ha lavorato a Seven Seconds e The First. Nel 2020 si è unita al team di sceneggiatori della serie FX Fargo, ricoprendo anche il ruolo di produttrice. Nel 2022 ha prodotto e sceneggiato la serie Atalanta con Donald Glover. In seguito, quest'ultimo le ha chiesto di co-creare con lui la serie Mr. & Mrs. Smith, dopo l'abbandono di Phoebe Waller-Bridge. Per il suo lavoro alla serie, è stata candidata a due Premi Emmy. 

## Filmografia

### Sceneggiatrice
- StartUp - serie TV, episodio 2x03 (2017)
- Seven Seconds - serie TV, 3 episodi (2018)
- The First - serie TV, 8 episodi (2018)
- Fargo - serie TV, 2 episodi (2020)
- Atlanta - serie TV, 3 episodi (2022)
- Mr. & Mrs. Smith - serie TV, 8 episodi (2024-in corso)

### Produttrice
- Fargo - serie TV, 11 episodi (2020)
- Atlanta - serie TV, 20 episodi (2022)
- Mr. & Mrs. Smith - serie TV, 8 episodi (2024-in corso)

## Riconoscimenti
- Premio Emmy
  - 2024 - Candidatura alla miglior serie drammatica per Mr. & Mrs. Smith
  - 2024 - Candidatura alla miglior sceneggiatura in una serie drammatica per Mr. & Mrs. Smith